# Bishnu Bahadur Singh
Bishnu Bahadur Singh (ur. w 1969) – nepalski bokser, uczestnik Letnich Igrzysk Olimpijskich 1988.
Na igrzyskach w Seulu startował w wadze muszej. W 1/32 finału pokonał na punkty Paragwajczyka Sixto Verę, jednak w 1/16 finału wyeliminował go Amerykanin Arthur Johnson (przez RSC w drugiej rundzie).
Zdobył srebrny medal Igrzysk Południowej Azji 1989 w Islamabadzie i srebro Igrzysk Południowej Azji 1991 w Kolombo.